# The Documentary
The Documentary (englisch für „die Dokumentation“) ist das Debütalbum des US-amerikanischen Rappers The Game. Es wurde am 18. Januar 2005 über die Labels G-Unit-Records und Aftermath Entertainment veröffentlicht.

## Inhalt
Das Album wird den Genres Gangsta-Rap und Westcoast-Hip-Hop zugerechnet. The Game rappt vor allem über sein Aufwachsen und seine Erfahrungen in Compton.

## Produktion und Samples
An der Produktion des Albums waren viele verschiedene Produzenten beteiligt, wobei Dr. Dre und 50 Cent als ausführende Produzenten fungierten. Dr. Dre produzierte die Beats zu den Stücken Intro (mit Che Vicious), Higher (mit Mark Batson), How We Do und Don’t Worry (beide mit Mike Elizondo). Westside Story und Start from Scratch produzierte er in Zusammenarbeit mit Scott Storch. Just Blaze schuf die Instrumentale zu Church for Thugs und No More Fun and Games, während Kanye West den Titel Dreams produzierte. Den Beat zu Hate It or Love It produzierte das Duo Cool & Dre, Don’t Need Your Love wurde von Havoc produziert und das Instrumental zu Put You on the Game schuf Timbaland. Für die Produktion des Songs The Documentary ist Jeff Bhasker verantwortlich, während Hi-Tek das Stück Runnin’ produzierte. Eminem schuf den Beat zu We Ain't und Focus produzierte Where I’m From. Außerdem stammen die Beats zu Special von Needlz und zu Like Father, Like Son von Buckwild.
Neun Lieder des Tonträgers enthalten Elemente von Songs anderer Künstler. Für das Intro wurden Teile von Down into the Magic von Donald Kerr verwendet, während bei Dreams das Lied No Money Down von Jerry Butler gesampelt wurde. Hate It or Love It sampelt den Track Rubber Band von The Trammps und Don’t Need Your Love enthält Elemente des Songs Not Gon Cry von Mary J. Blige. Beim Lied No More Fun and Games wurden Teile des Titels Gangsta, Gangsta von N.W.A verwendet, während We Ain't Samples der Songs The Watcher von Dr. Dre, One Day at a Time von Tupac Shakur sowie Patiently Waiting von 50 Cent enthält. Außerdem sampelt Where I’m From den Track Amanda von Dionne Warwick, Special das Stück Catherine Howard von Rick Wakeman und Like Father, Like Son das Lied Mariya von The Family Circle.

## Covergestaltung
Das Albumcover zeigt The Game mit freiem Oberkörper auf zwei Reifen mit Goldfelgen sitzend. Er trägt eine schwarze Hose und mehrere Goldketten hängen um seinen Hals. Der Hintergrund ist in weiß gehalten. Im oberen Teil des Bildes steht in rot der Schriftzug The Game und in schwarz The Documentary.

## Gastbeiträge
Auf elf Liedern des Albums sind Gastbeiträge anderer Künstler enthalten. Der Rapper 50 Cent tritt bei den Songs Westside Story, Hate It or Love It und How We Do in Erscheinung, Eminem ist auf dem Track We Ain’t zu hören und Nate Dogg ist bei den Titeln Where I’m From und Special vertreten. Mary J. Blige singt den Refrain von Don’t Worry, während Faith Evans den Refrain von Don’t Need Your Love singt. Außerdem ist Marsha Ambrosius bei Start from Scratch zu hören. Runnin’ ist eine Kollaboration mit den Künstlern Tony Yayo und Dion und der Rapper Busta Rhymes unterstützt The Game beim Song Like Father, Like Son.

## Titelliste
| #  | Titel                 | Gastbeiträge       | Produzent(en)             | Dauer |
| -- | --------------------- | ------------------ | ------------------------- | ----- |
| 1  | Intro                 |                    | Dr. Dre und Che Vicious   | 0:32  |
| 2  | Westside Story        | 50 Cent            | Dr. Dre und Scott Storch  | 3:43  |
| 3  | Dreams                |                    | Kanye West                | 4:46  |
| 4  | Hate It or Love It    | 50 Cent            | Cool & Dre                | 3:26  |
| 5  | Higher                |                    | Dr. Dre und Mark Batson   | 4:05  |
| 6  | How We Do             | 50 Cent            | Dr. Dre und Mike Elizondo | 3:55  |
| 7  | Don’t Need Your Love  | Faith Evans        | Havoc                     | 4:26  |
| 8  | Church for Thugs      |                    | Just Blaze                | 4:00  |
| 9  | Put You on the Game   |                    | Timbaland                 | 4:14  |
| 10 | Start from Scratch    | Marsha Ambrosius   | Dr. Dre und Scott Storch  | 4:07  |
| 11 | The Documentary       |                    | Jeff Bhasker              | 4:11  |
| 12 | Runnin’               | Tony Yayo und Dion | Hi-Tek                    | 4:26  |
| 13 | No More Fun and Games |                    | Just Blaze                | 2:37  |
| 14 | We Ain’t              | Eminem             | Eminem                    | 4:46  |
| 15 | Where I’m From        | Nate Dogg          | Focus                     | 3:08  |
| 16 | Special               | Nate Dogg          | Needlz                    | 3:57  |
| 17 | Don’t Worry           | Mary J. Blige      | Dr. Dre und Mike Elizondo | 4:11  |
| 18 | Like Father, Like Son | Busta Rhymes       | Buckwild                  | 5:27  |

## Rezeption
The Documentary wurde von Kritikern überwiegend positiv bewertet. Die Seite Metacritic errechnete aus 19 Kritiken englischsprachiger Medien einen Schnitt von 72 %.
Stefan Johannesberg von laut.de bewertete das Album mit drei von möglichen fünf Punkten. An The Game würden sich weiterhin die Meinungen scheiden, ob er nur „50 Cent-Klon oder Heilsbringer des Westcoast Rap“ sei. Während die Singles Hate It or Love It und How We Do positiv hervorgehoben werden, würde er auf anderen Songs „von seinen Gästen lyrisch geschlagen.“

## Kommerzieller Erfolg

### Chartplatzierungen und Singles
In Deutschland stieg The Documentary in der 6. Kalenderwoche des Jahres 2005 auf Platz 46 in die Charts ein und konnte in den folgenden Wochen mit Rang 11 die Höchstposition erreichen. Insgesamt hielt sich das Album 25 Wochen in den deutschen Top 100. Der Tonträger stieg in der ersten Verkaufswoche auf Platz 1 in die US-Charts ein und hielt sich dort 35 Wochen unter den meistverkauften Alben. In den deutschen Jahrescharts 2005 belegte das Album Rang 75.
Als Singles wurden die Lieder Westside Story, How We Do, Hate It or Love It, Higher, Dreams und Put You on the Game ausgekoppelt.
| ChartsChartplatzierungen       | Höchstplatzierung | Wochen |
| ------------------------------ | ----------------- | ------ |
| Deutschland (GfK)              | 11 (25 Wo.)       | 25     |
| Österreich (Ö3)                | 44 (7 Wo.)        | 7      |
| Schweiz (IFPI)                 | 8 (16 Wo.)        | 16     |
| Vereinigte Staaten (Billboard) | 1 (35 Wo.)        | 35     |
| Vereinigtes Königreich (OCC)   | 7 (36 Wo.)        | 36     |

| ChartsJahrescharts (2005)      | Platzierung |
| ------------------------------ | ----------- |
| Deutschland (GfK)              | 75          |
| Schweiz (IFPI)                 | 100         |
| Vereinigte Staaten (Billboard) | 16          |
| Vereinigtes Königreich (OCC)   | 66          |

### Auszeichnungen für Musikverkäufe
Das Album verkaufte sich allein in der ersten Woche nach Veröffentlichung in den USA 586.000 Mal. Bis heute wurden über zwei Millionen Kopien des Tonträgers in den Vereinigten Staaten verkauft, wofür dieser dort doppelt mit Platin ausgezeichnet wurde. In Deutschland erhielt es 2023 für mehr als 100.000 Verkäufe eine Goldene Schallplatte. Die weltweiten Verkaufszahlen belaufen sich auf über fünf Millionen Exemplare.
| Land/Region                  | Auszeichnungen für Musikverkäufe (Land/Region, Auszeichnung, Verkäufe) | Verkäufe  |
| ---------------------------- | ---------------------------------------------------------------------- | --------- |
| Australien (ARIA)            | Gold                                                                   | 35.000    |
| Dänemark (IFPI)              | Platin                                                                 | 20.000    |
| Deutschland (BVMI)           | Gold                                                                   | 100.000   |
| Irland (IRMA)                | Platin                                                                 | 15.000    |
| Kanada (MC)                  | Platin                                                                 | 100.000   |
| Neuseeland (RMNZ)            | 3× Platin                                                              | 45.000    |
| Vereinigte Staaten (RIAA)    | 2× Platin                                                              | 2.000.000 |
| Vereinigtes Königreich (BPI) | Platin                                                                 | 300.000   |
| Insgesamt                    | 2× Gold · 9× Platin ·                                                  | 2.615.000 |